# Apeadeiro de Bebedouro
O Apeadeiro de Bebedouro é uma interface encerrada do Ramal da Figueira da Foz, que servia a localidade de Bebedouro, no Distrito de Coimbra, em Portugal.

## História
O Ramal da Figueira da Foz foi inaugurado em 3 de Agosto de 1882, pela Companhia dos Caminhos de Ferro Portugueses da Beira Alta.
Em 5 de Janeiro de 2009, o Ramal da Figueira da Foz foi encerrado ao tráfego ferroviário, por motivos de segurança. em substituição dos serviços, a empresa Comboios de Portugal organizou um serviço rodoviário, que foi terminado em 1 de Janeiro de 2012.